# Glenea nigrotibialis
Glenea nigrotibialis là một loài bọ cánh cứng trong họ Cerambycidae.